# 主日
主日（しゅじつ）とは、キリスト教で日曜日を指していう言葉である。「主の日」「聖日」とも呼ばれる。主イエス・キリストの復活の日であることから、主の日としてこのように呼ぶ。安息日と同一視されることもあるが、教派によって解釈は異なり、正教会やカトリック教会では元々の安息日は土曜日であるとして、主日とは区別している。

## 概要
新約聖書によると、イエス・キリストは「安息日が終わって週の初めの日」すなわち日曜日に復活した。このためヨハネの黙示録1章10節の「主の日」に基づき、キリスト教ではキリストの復活を記念して、復活の日である日曜日を「主日」と呼び、礼拝を行うようになった。また、主日を特に記念して聖餐式を行ったのはキリスト教のごく初期からのことである。多くの教会で、主日は必ず礼拝（ミサ・聖体礼儀）を行うべきものと考えられている。
キリスト教の祭日のうち、以下の祭日は、必ず主日（日曜日）に行われる。
- 聖枝祭／枝の主日／棕櫚の主日
- 復活祭
- ペンテコステ（五旬祭・聖霊降臨祭・聖神降臨祭）

## 名称の起源と比較
日曜日を「主キリストの日」の意である「主日」と呼ぶ言語には
- ギリシア語 - Κυριακή 「キリアキ」[3]
- フランス語 - dimanche（ラテン語: dominus「主」に由来）
- イタリア語 - domenica（同上）
- スペイン語およびポルトガル語 - domingo （同上）

などがある。これらの言語での日曜日の呼称はこの「主日」の意味合いである。またベトナム語で日曜日を意味する「Chủ nhật」も「主日」のベトナム語読みである。
以下は、「主日」の呼称と日曜日の呼称の比較をあげる。
- 英語 - Lord's day, Sunday, Sabbath
- ラテン語 - Dies Domini, Dies Solis
- タガログ語 - dominggo, Linggo
- 中国語 - 主日, 礼拜日（「キリスト教徒が礼拝をする日」に由来）、礼拜天（同左）, 星期日, 星期天

## 各教派での扱い

### 正教会
正教会では、主日をハリストスの復活が成就した曜日として特に記憶し、主日を小さな復活祭としても捉えている。そのため、主日（土曜日日没後から主日日没まで）の祈祷文の大半が復活をテーマにしたものとなっている。正教会の優勢な地域であるギリシャとロシアを見た場合、ギリシア語では日曜日は上記の通り「Κυριακή（キリアキ）」であり「主日」という意味であるが、ロシア語では日曜日を「Воскресенье（ヴァスクリセーニイェ）」すなわち「復活日」と呼ぶことにもそれは表れている。

#### 主日の聖体礼儀

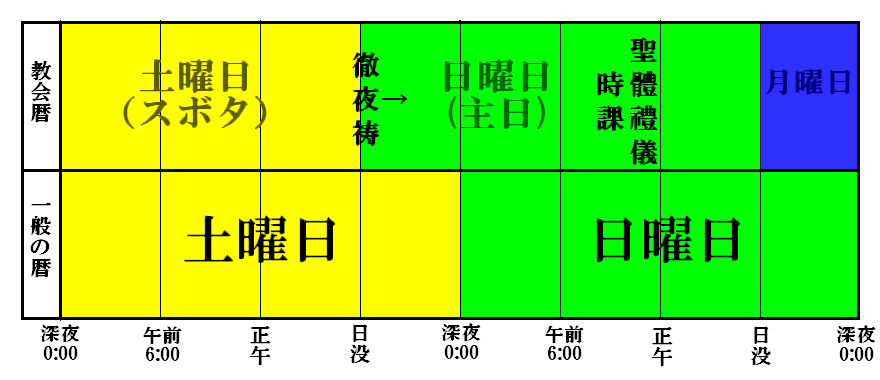
主日における、徹夜祷と聖体礼儀が行われる時間帯を示す図。教会暦の一日は日没から始まり日没に終わる。個々の教会ごとに、行われる時刻に多少のばらつきがある。

正教会では、主日の聖体礼儀は、日中かつ午前中に行うことが定められている。前晩である土曜日の日没後は主日と数え、晩祷を行う。司祭以上の神品一人・宝座一つにつき、聖体礼儀を行うことが許されるのは一日に一回のみであるため、必然的に神品が一人しかいないか、宝座が一つしかない教会の場合、主日の聖体礼儀はその日に一回のみしか行えないこととなる。
日本ハリストス正教会のニコライ堂には宝座が複数あり、極めて僅かな期間（1950年代前半、および1964年）であったものの、主日聖体礼儀が1日に2回行われていた時期もあったことにもみられるように、司祭以上の神品が複数居て宝座が複数ある教会では、主日聖体礼儀をその日あたりに複数回行うことも可能である（担当する司祭は代わらなければならない）。
ただし、細かく定められた製法を守る自家製の発酵パンを一定量用意することは、宝座を複数擁するような大教会であればあるほど信徒数に合わせて作成量も増え手間のかかるものであり、さらに聖器物（祭具）の用意に係る定められた事項も多岐に渡るなどの事情から、主日に複数回聖体礼儀を行う教会は海外でも多くはない。

### カトリック教会
カトリック教会では、イエス・キリストが「週の初めの日」に復活したことを記念し、キリストの復活によって開始された新しい創造を示す記念日であるとしている。主日（日曜日）を祝い、祭儀を行うことが教会生活の中心であり、「主日およびその他の守るべき祝日には、信者はミサにあずかる義務を有する」と新教会法典で定められている。
現代のカトリック教会では、土曜日の日没以降に主日ミサ（聖体祭儀）を行うことができる。正教会と違い、同一の司祭が同一の祭壇で一日に複数回ミサを執り行うこともできる。

### 聖公会
主日に聖餐式が教会で広く行われる。現代のカトリック教会と同様、聖公会でも同一の司祭（分餐の場合は執事）が同一の祭壇で一日に複数回聖餐式を行うこともできる。

### プロテスタント
プロテスタントには、様々な内実を持つ教派があり、主日の呼称の扱いについても、主日にどのような礼拝・活動を行うかも、教派・各教会によってまちまちである。正教会・カトリック教会・聖公会と同様（ただし聖変化に関する見解はこれらの教会と異なる事が殆どである）の聖餐式を行う場合もあれば、特別な礼拝を行わない場合もある。主日に特別な礼拝を行う教会でも、回数は一月に一回などに限定されている場合もある。